# シネマの嵐
『シネマの嵐』（シネマのあらし）は、長崎文化放送で放送されていた映画番組である。毎回映画作品を1本放送していた。
番組は、毎週土曜1時台（金曜25時台）から放送。ただし、テレビ朝日『朝まで生テレビ!』の放送がある月末週やスポーツ中継の録画放送がある週には放送されなかった。また映画情報番組『シネマナビゲーション』の放送がある週には、同番組の終了直後から放送されていた。
2017年4月からは番組表上に番組タイトルが掲載されなくなったものの、その後も2020年3月までこの時間帯に映画の放送が行われていた。